# 戸塚静海
戸塚 静海（とつか せいかい、寛政11年（1799年） - 明治9年（1876年）1月29日）は、幕末の蘭方医。幕府奥医師。名は維泰。

## 生涯・人物
寛政11年（1799年）、遠江国掛川宿の医師・戸塚隆珀の三男として生まれる。長崎の鳴滝塾で、シーボルトよりオランダ医学を学ぶ。シーボルト事件に連座。安政5年（1858年）、大槻俊斎・伊東玄朴らと図り、お玉が池種痘所設立。同年7月3日、将軍・徳川家定の急病に際し薩摩藩医より幕府医師に登用。同年11月23日、法眼に叙せられる。
文久2年（1862年）12月16日、竹内玄同とともに法印に昇叙、静春院と号す。将軍・徳川家茂の没後、和宮が静寛院宮と称したため、「静」の字を避けて杏春院と改名。明治9年（1876年）に没。谷中霊園に葬る。養子・戸塚文海は海軍軍医総監。
伊東玄朴・坪井信道とともに、江戸の三大蘭方医と呼ばれた。